# Nikola Šenková
Nikola Šenková (Šternberk, 10 aprile 1989) è una pallavolista ceca.
Gioca nel ruolo di schiacciatrice nel Hämeenlinnan Pallokerho Naiset.

## Carriera
La carriera di Nikola Šenková, cugina della pallavolista Jana Šenková, inizia nel 2001 nelle file del KRS Uničov Volejbal; nella stagione successiva passa all'Olomouc, in Extraliga, dove resta per sette annate. Gioca poi per due stagioni nel Tělocvičná jednota Sokol Šternberk Volejbal.
Nella stagione 2011-12 viene ingaggiata dalla squadra italiana del Cuatto Volley Giaveno, in Serie A2, con cui conquista la promozione in Serie A1 al termine del campionato; tuttavia nella stagione 2012-13 resta nella stessa categoria vestendo la maglia della Pallavolo Ornavasso, ottenendo una nuova promozione ed esordendo nell'annata successiva nel massimo campionato italiano: a metà stagione viene però ceduta al New Volley Libertas Gricignano, in serie cadetta.
Annunciato il suo ritorno alla Pallavolo Ornavasso, a causa del ritiro del club a pochi giorni dall'inizio dalla competizione, si trasferisce nella società finlandese del Hämeenlinnan Pallokerho Naiset, per disputare la stagione 2014-15.